# Kim Weston (fotograf)

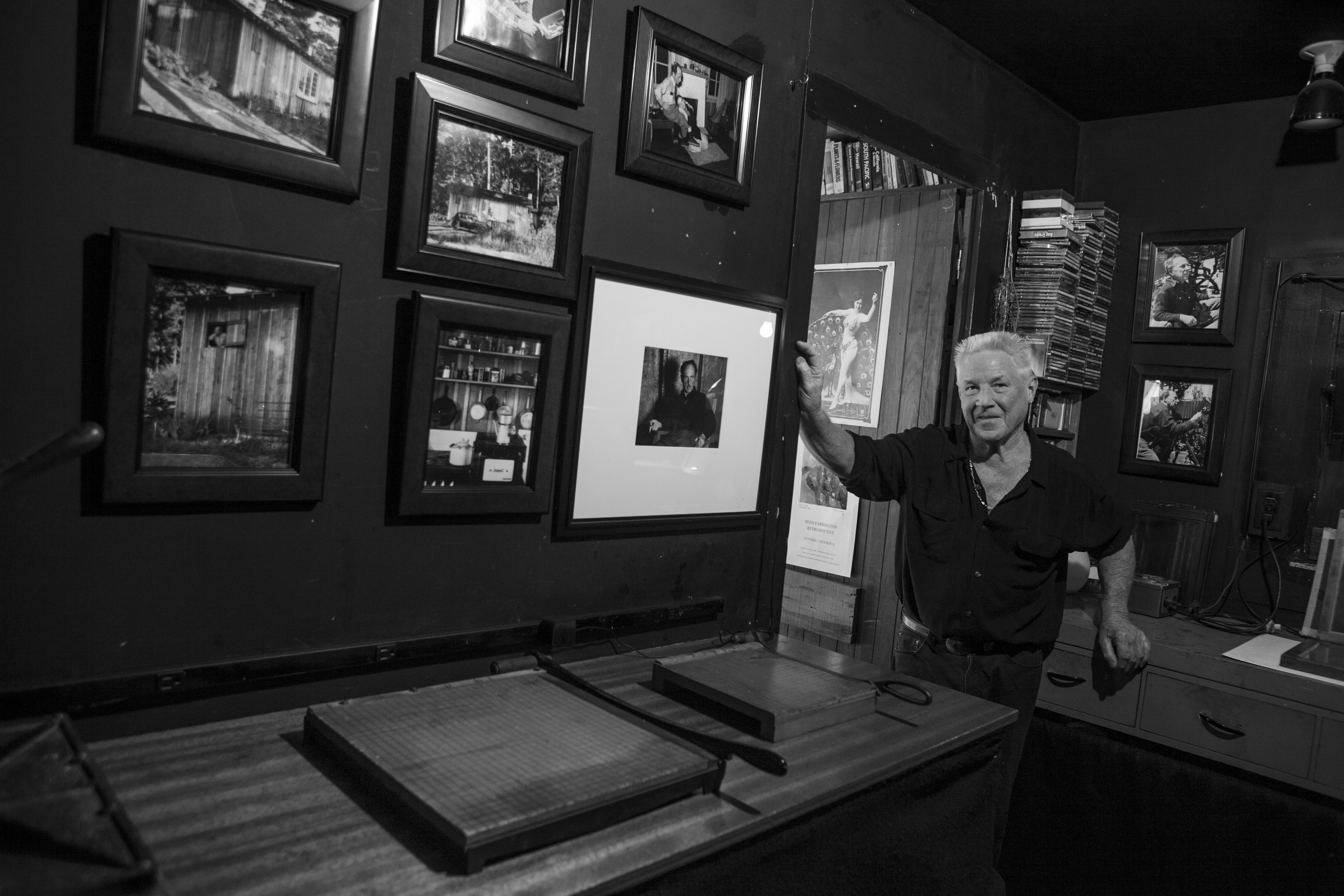
Kim Weston v temné komoře svého dědečka Edwarda Westona na Wildcat Hill

Kim Weston (* 30. května 1953) je americký fotograf známý svými výtvarnými studiemi aktů. Weston je členem třetí generace jedné z nejuznávanějších rodin v moderní fotografii, mezi něž patří jeho dědeček Edward Weston, strýc Brett Weston a jeho otec Cole Weston. Práci s tradiční černobílou fotografií se naučil při pomáhání svému otci a strýci v jejich temných komorách.

## Život a práce
Weston o svém umění řekl: "Vytvářím obrazy, které mají být přímé a pravdivé. Nevysvětluji ani tuto práci nebo její vášeň. Nechávám divákovi, aby našel překvapení. Doufám, že práce vytváří pocity; jinak jsem selhal."
Techniku fotografie se naučil při "pomáhání svému otci, Cole Westonovi, v temné komoře, když vytvářeli galerijní tisky z originálních negativů svého dědečka Edwarda Westona." Pracoval také patnáct let jako asistent svého strýce Bretta Westona.
Weston nejprve fotografoval použitým fotoaparátem Rolleiflex se dvěma objektivy. Když mu bylo dvacet let, jeho hlavní fotografická kamera byla velkoformátová Linhof 4 × 5 - dar od jeho strýce Bretta Westona. Tento fotoaparát používal po mnoho let a jeho zájem se přesunul od fotografování skal a stromů v tradičním rodinném stylu Westonů až ke studiu aktu.
Ve svých třiceti letech přešel na 8 × 10 Calumet, který mu dal jeho otec. Jeho ateliérové akty se stávaly stále složitějšími a často v každé sérii vyprávěly příběhy o jeho životě. Weston nyní (2010) fotografuje na střední formát Mamiya RB67, který zdědil od svého otce. Tiskne ve velikostech 8×10, 11×14 a 16×20. Stále vyvolává, tiskne a retušuje vlastní snímky (2016).
V roce 2004 Weston začal na své stříbrné želatinové tisky používat olejové barvy, pastely, akvarely a barevné tužky.
"Moje malované fotografie mi poskytly uvolnění z povrchního významu a vizuální jistoty. Můžu si vzít svůj obraz a vyladit ho na jinou dimenzi, která, pokud si myslím, že to byl můj původní směr a výklad tohoto subjektu, který by mohl začít."
Kim Weston
Weston založil v roce 2004 Weston Scholarship Fund (nyní The Weston Collective) na podporu vysokoškolských studentů výtvarné černobílé filmové fotografie v Monterey County.
Weston žije ve Wildcat Hill ve městě Carmel Highlands, CA, v bývalém domě Edwarda Westona,  se svou ženou Ginou a jejich synem Zacharym, kde každoročně vede několik fotografických workshopů. Srub z borového dřeva na Wildcat Hill navrhl Edwardův třetí syn Neil, a byl postaven v roce 1938.

## Výstavy

### Samostatné výstavy
- Kim Weston. Weston Gallery. Carmel, Kalifornie duben–květen 1987
- Kim Weston. Camera Obscura Gallery. Denver, Colorado únor–březen 1988.
- Kim Weston. Center for Photographic Art. Carmel, Kalifornie 1997.
- Painted Photographs. Center for Photographic Art, Carmel, Kalifornie září, 2012;[13] Pacific Grove Art Center, Pacific Grove, Kalifornie leden 2008;[14] Duncan Miller Gallery, Los Angeles Kalifornie únor 2009.[9]
- New Work. Exposed Gallery, Carmel, Kalifornie květen 2010.[15]
- Legacy: The Work of Kim Weston. Arts & Architecture Gallery, Ottawa, CAN. září–říjen 2010.[16]
- Painted Ballerinas. Marjorie Evans Gallery, Carmel, Kalifornie prosinec 2010;[17][18] Duncan Miller Gallery, Los Angeles Kalifornie červenec 2011;[19] Center for Photographic Art, Carmel, Kalifornie červen 2012
- Silver Gelatin and Painted Photographs. Red Door Gallery, Mt. Shasta, Kalifornie říjen 2012.
- Kim Weston Photographs. Timeless Gallery, Beijing, Čína. listopad 2014.[20]
- New Work by Kim Weston. Exposed Gallery, Carmel, Kalifornie červen 2016[21]
- Collector Prints. Exposed Gallery, Carmel, Kalifornie srpen 2016.[6][22]

### Společné a skupinové výstavy
- The Gilbert Gallery. Chicago, IL. březen – duben, 1978.
- Albright-Knox Member's Gallery. Buffalo, NY. říjen – listopad, 1978.
- Jeb Gallery. Providence, RI. duben – květen, 1980.
- Brooks Institute. Santa Barbara, Kalifornie květen, 1980.
- Zenith Gallery. Pittsburg, PA. 1982.
- Photo Gallery International, Tokyo, Japan. červenec – srpen, 1982.
- Recent Work. Kim Weston and Randy Efros. Photography Southwest Gallery. Scottsdale, Arizona listopad, 1982.
- The Photographs of Kim Weston, David Sklar and Gary Rusk. The Gold Room Gallery, Scottsdale Community College, Scottsdale, Arizona leden – únor 1983.
- Weston: Three Generations of Photography. The Photographer's Gallery of Palo Alto. říjen – listopad, 1983.
- The Weston Eye: Edward, Cole, Brett and Kim Equivalents Gallery. Seattle, WA. duben, 1985.
- Focus Gallery. San Francisco, Kalifornie březen – duben, 1985.
- Commune e Pro Loco di Colorno. Colorno – Parma, Italy. květen – červen, 1985.
- A Weston Retrospective – Three Generations of Westons. The Camera Obscura Gallery. Denver, Colorado listopad – prosinec, 1986.
- Monterey Peninsula Gallery. Monterey, Kalifornie 1987.
- Pacific Grove Art Center. Monterey, Kalifornie duben – květen, 1987.
- Ulrich Museum. Wichita, Kansas, listopad, 1988 – leden 1989.
- Kim Weston and Tony Marsh. Pacific Grove Art Center. Pacific Grove, Kalifornie září 1990.
- Edward – Cole – Kim Weston: Three Generations of American Photography. German Tour: 13 museums and cities. By Institut fur Kulturaustausch on behalf of The German – American Institute and The Wichita State University. červen 1989 – květen 1991.
- Illuminated Artifice: Masks, Facades, Tableaux Photography. Kim Weston, Winston Boyer and Sandy Skoglund. Brendan Walter Gallery, Santa Monica, Kalifornie červen – červenec, 1991.
- Unpainted to the Last. Moby Dick in American Art, 1940-1990. The Spencer Art Museum, University of Kansas. Fall, 1994
- Three Generations of Westons. Pacific Grove Art Center. Pacific Grove, Kalifornie 1999.
- Mixed Media Show: Paintings, Photographs and Painted Photographs. Marjorie Evans Gallery, Carmel, Kalifornie listopad 1999.
- Kim Weston and Gifford Ewing. Shaw Jewelry. Northeast Harbor, ME, 2003.
- Kim Weston and Randy Efros with Workshop Participants. Bentley Gallery Projects, Phoenix, Arizona listopad, 2003.
- The Noble Metals: Platinum and Palladium. Group. International Hall of Fame and Museum: Main Gallery with The Oklahoma Arts Council. Oklahoma, OK. duben – červenec 2005.
- Painted Photographs: A Collaboration. Kim Weston and Reed Farrington. The Gallery of the Blackstone Winery, Hartnell College, Gonzales, Kalifornie srpen – listopad 2006.
- Painted Photographs: A Collaboration. Kim Weston and Reed Farrington. PK Fine Artifacts, Sand City, Kalifornie listopad, 2006.
- 40th Anniversary Show. Center for Photographic Art. Carmel, Kalifornie listopad 2007.
- Edward and Kim Weston Fotographs. Centro Fotograpfico Manuel Alvarez Bravo, Oaxaca, Mexico. říjen, 2007.
- Three Generations of Weston. The Gallery at the Creative Center for Photography, Hollywood, Kalifornie září – prosinec, 2007.
- Kim Weston, Brett Weston and Randy Efros. 422 Framing + Gallery, Phoenix, Arizona únor 2011.
- Kim Weston ''Under the Influence: The Essence of Edward Weston in Contemporary Photography Crowell’s Fine Art Gallery and Fine Framing, New Bedford, MA. červenec 2011.
- Pure Photography, Post Production and Mixed Media. Phoenix Art Museum, Phoenix, Arizona duben – srpen 2011.
- Miniature Show. Exposed Gallery, Carmel, Kalifornie listopad 2011.
- The Weston Family Show. Open Shutter Gallery Durango, Colorado prosinec 2011 – únor 2012.
- 4 Generations of Weston Photography. Sang K Jun Arts and Science Gallery, Santa Clara, Kalifornie 2013.
- 3 Generations of The Weston Family of Photographers. Midwest Museum of Art, Elkhart, IN. 2013.[23]
- 3 Generation Weston Photography Exhibition. Kuusamo XVIII Nature Photo Festival, Kuusamo, Finland 2013.
- 8 x 10 – Fundraising Exhibition. Center for Photographic Art, Carmel, Kalifornie 2013[24]
- Weston Four Generations 1886-2014. Steinbeck Center, Salinas, Kalifornie březen 2014.
- 10 Years at Wildcat. The Loft Gallery, San Pedro, Kalifornie srpen 2014.
- All That Glitters is Not Gold. Phoenix Art Museum, Phoenix, Arizona listopad 2014.
- Between the Shadows. Galerie a La Riviere, Paris, Francie. 2014
- National Museum of China, Beijing, Čína. listopad 2014
- Journey of the Heart: Exhibition of Straight Photography Original Prints 1839-2014.
- Bajo El Cielo Andaluz. Casa Degli Italini, Barcelona, Spain. září 2015.[25]
- Photo Shanghai Timeless Gallery, Beijing, Shanghai. září 2015.[26]
- Grotteschi | Exploring Hieronymus Bosch. Visual Arts Gallery, Carmel, Kalifornie říjen 2015.
- The Westons. Scott Nichols Gallery. San Francisco CA, únor - srpen 2016[27]
- Four Generations of Weston: Black and White. Viewpoint Gallery. Sacramento Kalifornie duben - červen 2016[28][29]
- Under the Andalusian Sky. Fundación Valentín de Madariaga. Sevilla, květen - červenec Spain 2016[6]
- Weston 4 Generations: Classics of Modern American Photography. Kunsträume grenzenlos, in Bayerisch Eisenstein. červenec 2017.[30][31]

### Poznámka
1. ↑   Všechny tyto velikosti tisku jsou v palcích a znamenají velikost fotografického papíru jako celku, tedy včetně okrajů.